# هریدالن

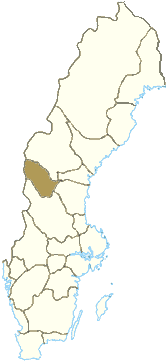
موقعیت هریدالن در سوئد

هریدالن (به سوئدی: Härjedalen) یکی از استان‌های سوئد است که در مرکز این کشور واقع شده است. این استان با کشور نروژ و همچنین استان‌های مدلپاد، هلسینگلاند، دالارنا و یمتلاند هم مرز است. این استان در ابتدا به نروژ تعلق داشت ولی بر طبق قراردادی در سال ۱۶۴۵ به سوئد واگذار شد.
به دلیل وجود رشته کوه اسکاندیناوی چهار پنجم این استان در ارتفاعی بالاتر از ۵۰۰ متر از سطح دریا قرار دارد.